# 藤原弘蔭
藤原 弘蔭（ふじわら の ひろかげ）は、平安時代の貴族。藤原北家真夏流、参議・藤原家宗の子。官位は従五位上・大学頭。

## 経歴
文章生から宮内少輔を経て、元慶2年（878年）民部少輔次いで相模介、仁和2年（886年）大学頭、仁和3年（887年）阿波守を歴任。ほかに、日向守・相模守などの地方官も務めた。陽成天皇・光孝天皇・宇多天皇の三代に仕えた。延喜4年（904年）3月3日卒去。

## 官歴
注記のないものは『日本三代実録』による。
- 時期不詳：従五位下。宮内少輔
- 元慶2年（878年）正月11日：民部少輔。6月8日：相模介
- 仁和2年（886年）2月21日：大学頭
- 仁和3年（887年）6月13日：阿波守
- 時期不詳：従五位上[1]。日向守[1]。相模守[1]

## 系譜
『尊卑分脈』による。
- 父：藤原家宗
- 母：藤原山蔭の娘[2]
- 妻：藤原高経の娘 
  - 長男：藤原繁時（?-943）